# John Ballance
John Ballance (født 27. marts 1839 i Irland, død 27. april 1893) som var premierminister i New Zealand fra 1891 til 1893.
Han grundlagde avisen Vanganui Herald, som han udgav til sin død. Han tog aktiv del i de stadige stridigheder med maorierne.
I 1875 blev Ballance valgt til New Zeelands parlament, hvor han sad til sin død, kun afbrudt fra 1881-84. Han var indenrigsminister 1884-87 og premierminister 1891-1893.
Han grundlagde New Zealands første politiske parti New Zealand Liberal Party.